# Afalia
Afalia é uma malformação congênita na qual o falo (pênis ou clitóris) está ausente. É a contraparte feminina e genital da agenesia peniana e agenesia testicular (gonadal). A palavra é derivada do grego a- para "não" e falos para "pênis". É classificado como uma condição  intersexo. O adjetivo para afalia é afalíco e o substantivo áfalo ou áfala.

## Causas
Afalia não tem causa conhecida. Não está ligado a quantidades ou ação de hormônios deficientes, mas a uma falha na formação do tubérculo genital fetal entre 3 e 6 semanas após a concepção. A uretra de uma criança afetada se abre no períneo.

## Tratamento
Anomalias congênitas como criptorquidia, agenesia/displasia renal, anomalias musculoesqueléticas e cardiopulmonares também são comuns (>50% dos casos), portanto a avaliação do paciente quanto a anomalias internas é obrigatória. Embora a condição afalíca possa ocorrer em qualquer tipo de corpo, é considerada um problema substancialmente mais problemático para quem tem testículos presentes e, no passado, às vezes foi considerada justificativa para atribuir e criar um bebê geneticamente masculino quando menina. Após a teoria na década de 1950 de que o gênero como um construto social era puramente nutritivo e, portanto, uma criança individual podia ser criada desde o início e se transformar num gênero ou outro, independentemente da sua genética ou química cerebral. As pessoas intersexo geralmente defendem duramente contra a transferência genital coercitiva e encorajam os bebês a serem criados escolhendo sua própria identidade de gênero. A teoria da criação foi amplamente abandonada e os casos de tentativa de criar filhos dessa maneira não provaram ser transições bem-sucedidas.
Atualmente, o consenso recomenda a atribuição de gênero masculino.
Avanços recentes nas técnicas de faloplastia cirúrgica forneceram opções adicionais para aqueles que ainda estão interessados em realizar a cirurgia fálica.

## Incidência
É uma condição rara, com apenas aproximadamente 60 casos relatados em 1989 e 75 casos em 2005. No entanto, devido ao estigma das variações intersexo e às questões de manter estatísticas e registros precisos entre os médicos, é provável que haja mais casos do que os relatados.